# جساسات (حيوان)
الجساسات (الاسم العلمي: Palpata) هي تحت طائفة من الحيوانات تتبع طائفة كثيرات الأشعار.

## التصنيف
- الجساسات القنواتية
  - السابيليات
    - السبوغلينات
      - السبوغلينة
- الديدان الإبرية
  - رتبة الفيلودوسيات
    - رتيبة فيلودوسيات الشكل
      - فصيلة الفيلودوسات
        - أسرة الفيلودوساوات
          - جنس الفيلودوس